# Franz Diemann
Franz Diemann, auch Franciscus Diman, Dijman, Dyeman, Dyc(k)mann, Digemann (* in Lübeck; † 27. Juni 1527 ebenda) war ein deutscher römisch-katholischer Geistlicher, Domherr in Lübeck und Papstfamiliar.

## Leben
Franz Diemann war ein Sohn des Lübecker Kaufmanns und Ratsherrn Anton Dimant/Thonies Dyman († 1498). 1491 immatrikulierte er sich gemeinsam mit seinem Bruder (?) Gherardus an der Universität Rostock. Hier wurden beide 1493 Bakkalar; Franz graduierte 1495/96 zum Magister.
Diemann war Inhaber mehrerer Pfründen in Lübeck. Er war Domherr am Lübecker Dom und Inhaber der Vikarie Nr. 32 an der Lübecker Marienkirche, die er treuhänderisch für den minderjährigen Hermannus Mesmann, den Sohn des Ratsherrn Hermann Messmann hielt.
Ab 1500 ist er in Rom nachweisbar. Er trat als Parteienvertreter und Zeuge bei Prozessen vor der Rota Romana auf, wurde päpstlicher Familiar (familiarius papae) und damit Teil der Päpstlichen Familie. 1513 wird er in Rom erwähnt, als der aus Süditalien gebürtige Rotanotar und spätere Bischof von Bagnoregio in Mittelitalien Mercurius de Vipera († 1527) auf gleich zwei Domherrenstellen am Lübecker Dom verzichtete, und zwar auf eine zugunsten von Franz Diemann aufgrund eines mit diesem geführten Rechtsstreits und auf die andere zugunsten von Johannes Pumpel. 1514 prozessierte Diemann in Rom wegen einer Vikarie am Lübecker Dom. 1515 ist er als Notar an der Rota belegt.
Im Sommer 1523 holte er in Rom die päpstliche Bestätigung der Wahl von Heinrich III. Bockholt zum Bischof von Lübeck ein. 1524 erhielt er eine weitere Präbende als Kanoniker am Kollegiatstift St. Michael in der bischöflichen Residenz Eutin. Im Auftrage des Lübecker Bischofs war er 1524 an den Vergleichsverhandlungen mit dem Hamburger Scholaster Heinrich Banzkow befasst.
Im Jahr vor seinem Tod verschaffte er durch sein Präsentationsrecht im Domkapitel seinem Famulus, dem aus dem Bistum Mainz stammenden Gregor Olderogge, die Vikarie Nr. 1 an der Lübecker Jakobikirche. Sein Kanonikat ging an den ebenfalls in Rom tätigen Bernhard Cloenewinkel.
Sein Grab im Lübecker Dom ist nicht erhalten.